# بيولي أورجولاز
بيولي-أورجولاز Bioley-Orjulaz هي بلدية في منطقة جروس دي فود في كانتون فو في سويسرا.

## التاريخ
تم ذكر أورجولاز لأول مرة في القرن الثاني عشر باسم أوريولا Oriola. في عام 1516، تم ذكر بيولي-أورجولاز باسم بيولي أورجيوكس Biolley orjeux.